# فراس الحتاوي
فراس الحتاوي (1974-) هو أسير فلسطيني لدى السجون الإسرائيلية، وهو من سكان كفر عقب شمال القدس وقامت محكمة الإحتلال بالحكم عليه بالسجن المؤبد 9 مرات، وهو معتقل منذ 23 عام في سجون الإحتلال، ويعد فراس من قادة كتائب شهداء الاقصى الجناح العسكري لحركة فتح. وأعتقل في عام 2002 وأتهم بقتل 9 جنود اسرائيليين وإصابة 50 آخرين، كما ويذكر أن الأسير الحتاوي أب لأربعة أبناء وهم محرومون من زيارته بعد سحب الهوية المقدسية المؤقتة منهم، وتم أعتقال أشقائه محمد والمحكوم عليه بالسجن لمدة 8 سنوات، وسامر المحكوم 7 سنوات.

## المشاكل الصحية
يعاني فراس من عدة مشاكل صحية مثل ضعف في عمل الغدد والقلب ونقص فيتامين B12 ومشاكل بالعينين وسخونة ووجع دائم بالرأس، وكذلك معاناته من الجيوب الأنفية وضيق بالتنفس كما ويعاني من مشاكل صحية بالمسالك البولية منذ عدة أعوام ويعاني أيضاً من الديسك في الرقبة والظهر.